# سامي أبو زهري

علم حركة حماس

سامي حمدان عواد أبو زُهْري سياسي واكاديمي فلسطيني والناطق الرسمي باسم حركة المقاومة الإسلامية (حماس)، ولد في غزة عام 1967 ويحمل الدكتوراه في التاريخ الإسلامي، أعتقلته إسرائيل من عام 1989 وحتى 1994، متزوج وله 6 أبناء.

## التعليم
- دكتوراه في التاريخ الإسلامي بتقدير امتياز، عنوان الرسالة “صلاح الدين الأيوبي في المصادر العربية والفرنجية المعاصرة له دراسة مقارنة”، من جامعة دمشق، سوريا، سنة 2009م.
- ماجستير في التاريخ الإسلامي، عنوان الرسالة “يهود المدينة في العهد النبوي أوضاعهم الاجتماعية والاقتصادية والثقافية”، من الجامعة الإسلامية في غزة سنة 2003م.
- له بحثان محكمان في مجلة دراسات تاريخية جامعة دمشق الأول بعنوان “علاقة صلاح الدين الأيوبي بنور الدين زنكي في المصادر العربية والفرنجية المعاصرة”، والثاني بعنوان “علاقة صلاح الدين الأيوبي بالخلافة العباسية”.
- عمل معيداً في قسم التاريخ والآثار بالجامعة الإسلامية – غزة منذ العام 2000م.
- بكالوريوس تربية تاريخ من قسم التاريخ والآثار بتقدير جيد جداً من الجامعة الإسلامية – غزة سنة 1998م.
- وحصل على عدة دورات تدريبية مختلفة، في مجال الكمبيوتر، وفي أساسيات الإنترنت، وفي المهارات التدريسية للأستاذ الجامعي.

## وظيفة
يُدرس حالياً في الجامعة الإسلامية بغزة بدرجة أستاذ مساعد لطلبة البكالوريوس والدراسات العليا بقسم التاريخ والآثار.
ومدير مركز التاريخ الشفوي سابقا .

## خبرات إدارية
- عمل رئيساً لمجلس طلاب الجامعة الإسلامية بغزة منذ العام 1994 وحتى العام 1998م.
- وعمل مديراً لمركز التاريخ الشفوي بالجامعة الإسلامية – غزة في العام 2003م.
- يعمل عضواً في مجلس إدارة صحيفة فلسطين.

## مؤلفات ومنشورات
- نشر رسالة الماجستير بعنوان “يهود المدينة في العهد النبوي أوضاعهم الاجتماعية والاقتصادية والثقافية”.
- نشر كتاباً بعنوان “تاريخ العمليات الاستشهادية في عهد النبوة والخلافة الراشدة”.
- له بحث غير محكم بعنوان “المنهج الأمني في السيرة النبوية” وهو منشور في كتاب “على درب حذيفة بن اليمان”.
- له العديد من المقالات السياسية المنشورة.
- أصدر كتبا وأبحاثا حول القضية الفلسطينية.[3]

## في سجن الاحتلال
انخرط أبو زهري في النضال ضد الاحتلال في وقت مبكر واعتقله الجيش الإسرائيلي وامضى في سجون الاحتلال منذ العام 1989م وحتى 1994م.

### إبعاده
كان مع المئات من أعضاء حركة حماس ممن أبعدو لمرج الزهور في جنوب لبنان عام 1992، حيث قضى عاماً كاملاً في الإبعاد.